# فيل هيرلي
فيل هيرلي (بالإنجليزية: Phil Hurley)‏ هو مغن مؤلف ومغني وعازف قيثارة أمريكي، ولد في 7 أكتوبر 1969.

## وصلات خارجية
- فيل هيرلي على موقع ميوزك برينز (الإنجليزية)
- فيل هيرلي على موقع ديسكوغز (الإنجليزية)